# Muñeca china

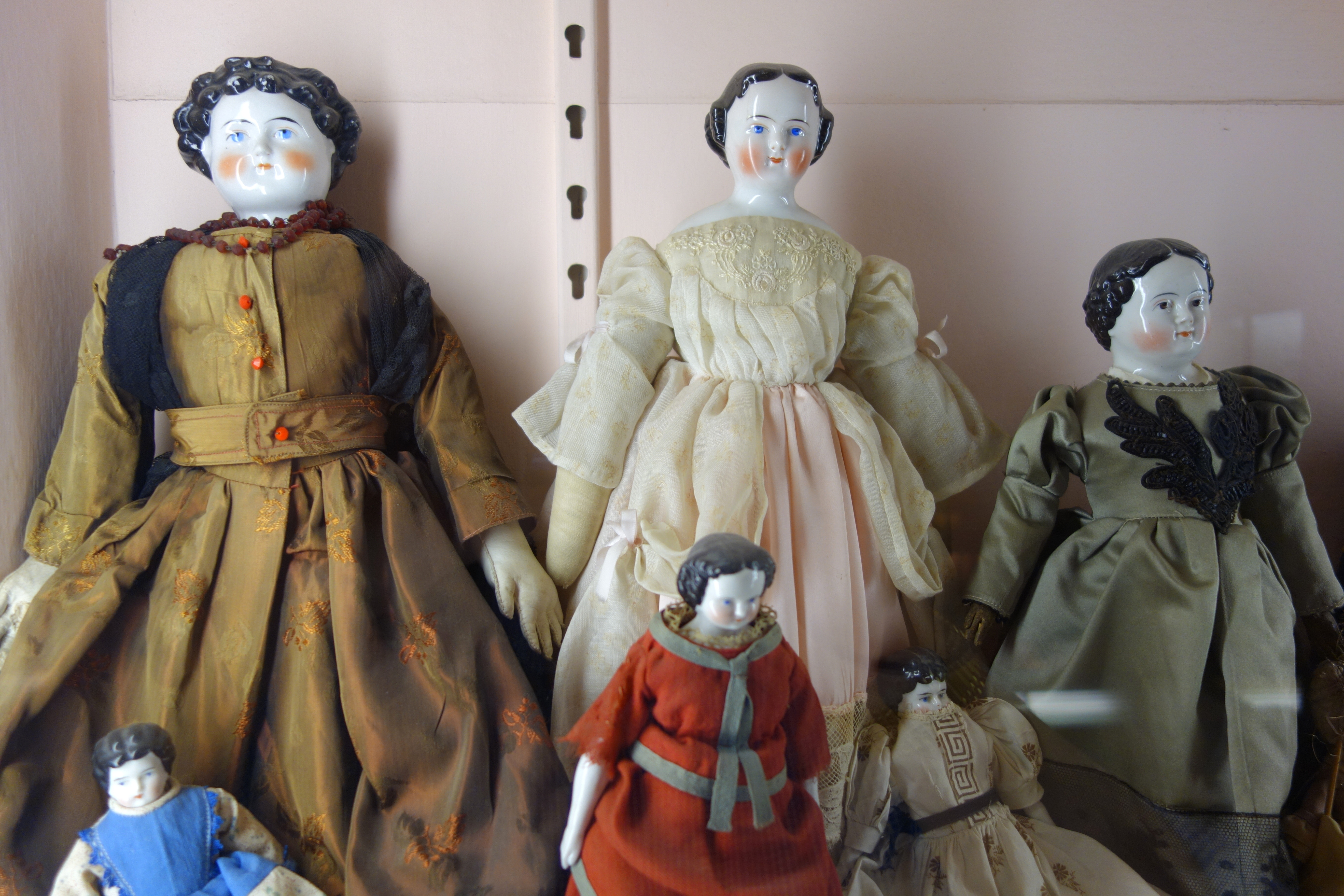
Muñecas china de 1850-1870 (Fairbanks Museum and Planetarium)

Una muñeca china es una muñeca hecha parcial o enteramente de porcelana esmaltada. El nombre proviene de «china», palabra empleada para referirse a la porcelana. Coloquialmente, el término «muñeca china» es utilizado para hacer referencia únicamente a las muñecas de porcelana esmaltada.
Una típica muñeca china tiene una cabeza de porcelana esmaltada con cabello modelado pintado y cuerpo hecho de tela o cuero, variando el rango de tamaños de 2,5 a 76 cm. Las muñecas china antiguas eran principalmente fabricadas en Alemania aproximadamente entre 1840 y 1940, siendo las menos comunes y las más elaboradas las que pueden tener valor en el mercado del coleccionismo. Sumado a esto, diversas muñecas china de diferente calidad han sido fabricadas desde mediados del siglo XX en Estados Unidos y Japón.

## Historia

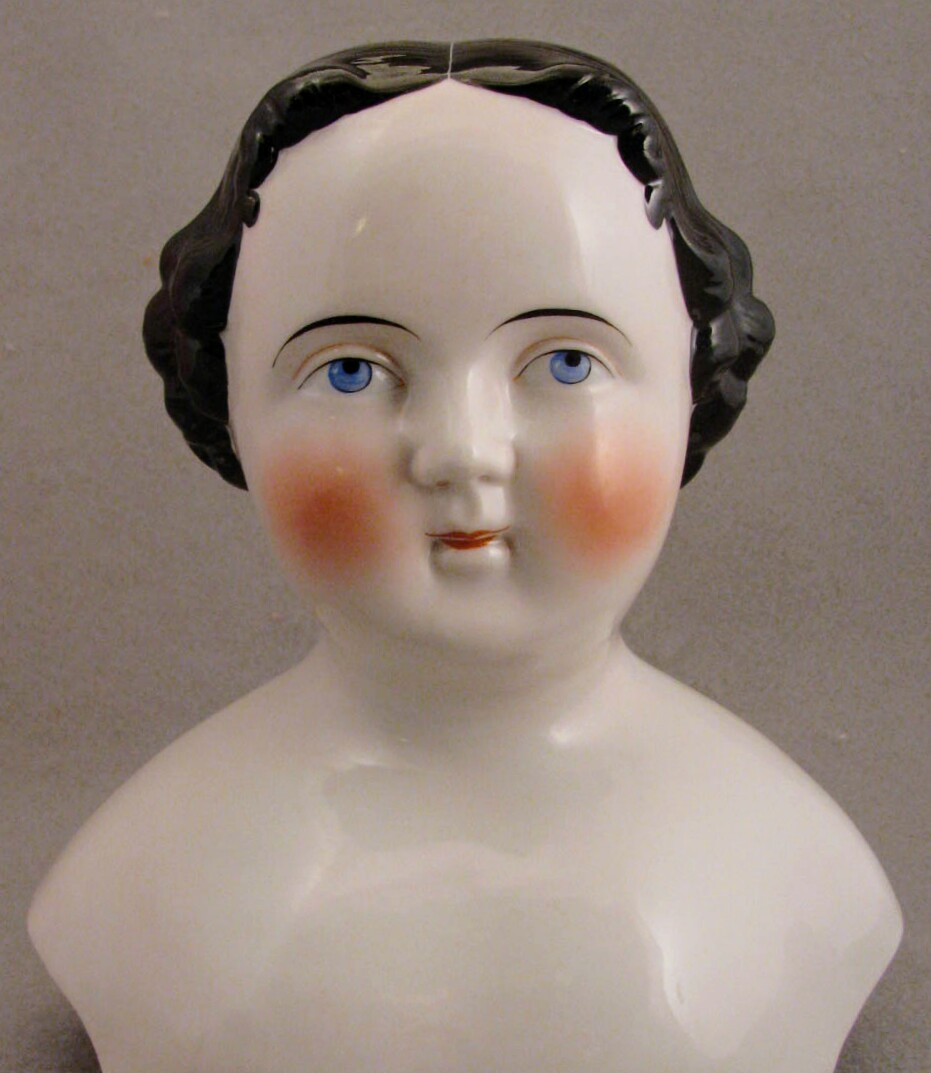
Muñeca china alemana de la década de 1860

Las muñecas china antiguas fueron principalmente producidas en Alemania entre 1840 y 1940, con el periodo de mayor popularidad situado entre 1840 y 1890, siendo por otro lado las muñecas de biscuit (sin esmaltar) muy populares después de 1850. Harper's Bazaar se refirió a las muñecas china como «anticuadas» en 1873, si bien la producción de estas muñecas continuó con éxito ya entrado el siglo XX. Del mismo modo, las cabezas de las muñecas china fueron producidas en masa, llegando a contarse por millones, siendo algunas de las empresas manufactureras Kestner; Conta & Boehme; Alt, Beck & Gottschalck; y Hertwig. Otras compañías alemanas incluían a Kling, Kister, KPM y Meissen. Así mismo, estas muñecas también eran producidas en Checoslovaquia (Schlaggenwald), Dinamarca (Royal Copenhagen), Francia (Barrois, Jacob Petit), Polonia (Tielsch) y Suecia (Rörstrand). Las primeras muñecas china conocidas fueron fabricadas por Kestner, KPM, Meissen y Royal Copenhagen. 
Las más antiguas representaban por lo general mujeres adultas. Desde aproximadamente la década de 1850 en adelante, las muñecas china con aspecto de niña se volvieron muy populares. Así mismo, las muñecas de este tipo con el cabello rubio fueron más predominantes hacia finales del siglo XIX, mostrando peinados contemporáneos, con profusión de rizos, cintas y diademas.

## Características
Una típica muñeca china tiene una cabeza hecha de porcelana blanca esmaltada, cabello modelado pintado y rasgos faciales también pintados, con el esmaltado otorgando a la muñeca un aspecto lustroso. La cabeza está por lo general unida al cuerpo mediante tela o cuero, algunas veces con brazos y piernas de porcelana (algunas de las primeras muñecas china fueron colocadas sobre cuerpos de madera articulados). De igual modo, algunas partes eran vendidas por separado con el fin de que los clientes pudiesen crear su propia muñeca. Algunas muñecas de porcelana con cuerpo de tela podían medir más de 76 cm de altura mientras que otras medían apenas 7,5 cm. Por su parte, algunas otras, como las muñecas Frozen Charlotte, estaban realizadas enteramente en porcelana, con la cabeza y el cuerpo formando una única pieza, sin articulaciones. Estas muñecas medían a su vez entre 2,5 y 46 cm de altura.
Las muñecas china poco comunes y muy elaboradas tienen valor en el mundo del coleccionismo. La mayoría de este tipo de muñecas carecen de marca alguna o, únicamente, poseen una marca que indica el tamaño (las manufacturadas por Alt, Beck & Gottschalck incluían a veces el número del modelo y el tamaño). Por su parte, las muñecas de Rorstrand estaban generalmente marcadas con la letra del modelo y el tamaño en la parte inferior frontal del hombro, mientras que los productos de KPM, Meissen y Royal Copenhagen llevaban las marcas de la empresa.
Las muñecas parian son similares a las china en cuanto a que las cabezas están hechas de porcelana, si bien las parian no están esmaltadas, luciendo un acabado mate. Con un cuerpo similar al de las muñecas china, las parian fueron hechas también en Alemania entre las décadas de 1860 y 1880.

## Reproducciones

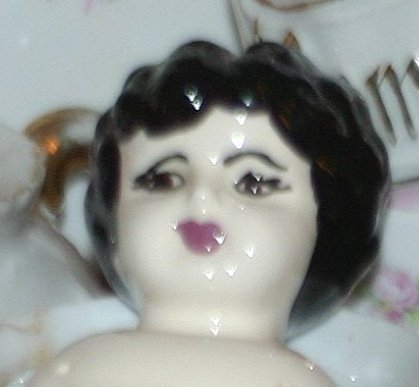
Reproducción americana cabeza de muñeca de porcelana

A mediados del siglo XX se produjo el resurgimiento de la popularidad de las muñecas china cuando fueron reproducidas en Estados Unidos por parte de, entre otros, Ruth Gibbs en Nueva Jersey y Emma Clear y Mark Farmer en California. A partir de la década de 1930, Emma Clear obtuvo reconocimiento por la alta calidad y el fino acabado de sus reproducciones de cabezas de muñecas china. Así mismo, Clear produjo algunas muñecas totalmente originales, incluyendo representaciones de George y Martha Washington al estilo de las muñecas china antiguas.
Algunos entusiastas adquirieron o fabricaron moldes a partir de muñecas antiguas y crearon reproducciones en cerámica (por lo general, estas versiones caseras suelen tener poca calidad en lo relativo a la pintura así como exhibir grietas en el esmalte debido a una mala técnica de cocción). Otra forma de identificar una reproducción es la costumbre de que estas nuevas versiones estén firmadas con el nombre de quien las creó y acompañadas, o no, de una fecha (las muñecas china originales no solían incluir ninguna marca de este estilo).
Hay así mismo numerosos modelos de muñecas china realizadas en Japón en el siglo XX. Estas muñecas solían estar etiquetadas con pegatinas fácilmente desprendibles colocadas en el interior de la cabeza, siendo a menudo confundidas con sus predecesoras alemanas. Compañías en los Estados Unidos como Shackman, Brinn y A.A. Importing company distribuyeron estas muñecas, anunciando por su parte The Standard Doll Co. estas muñecas en la década de 1970.